# 渥美雅子
渥美 雅子（あつみ まさこ、1940年〈昭和15年〉10月1日 - ）は、日本の弁護士、評論家。

## 人物
静岡県浜松市生まれ。静岡県立浜松北高等学校を経て、1963年に中央大学法学部を卒業後、1966年に弁護士開業。
千葉県の女性弁護士第１号。
家族、遺産相続、DVなどの問題を担当、人生相談の回答者として活動している。
女性と仕事の未来館館長（2003年 - 2011年）を務めたほか、NPO法人DV被害者支援活動促進のための基金を設立（同理事長）、NPO法人高齢社会をよくする女性の会監事などを務めている。2005年に男女共同参画社会づくり功労者として内閣総理大臣表彰を受けている。
法律事務所の会議室に高座をもうけて講談師を招き、「渥美講談塾」を開設。自ら高座に上がる際には「渥美右桜左桜」を名乗る。

## 著書
- 『天使じゃないけれど 女弁護士の事件簿から』毎日新聞社　1978　「女弁護士の事件簿」中公文庫
- 『女弁護士ご免遊ばせ』毎日新聞社　1979
- 『女の法廷』毎日新聞社　1980　のち中公文庫
- 『女弁護士雅子の目』毎日新聞社　1980
- 『妻とよばれる27の心得 愛しかた信じかた』青春出版社・プレイブックス　1980
- 『事件に生きた女たち』毎日新聞社　1981
- 『妻が損をしない離婚の方法』サンケイ出版　1982
- 『愛の請求書 女と男のあいだには… まさこの法律エッセイ』広済堂出版　1986
- 『おんなの遺産相続 31の事件から』主婦の友社　1986
- 『妻からの離縁状 法廷から見た男と女の新事情』主婦と生活社　1987
- 『すきまの世界に目をあてて』プラネット出版　1988
- 『遺産相続 子孫に美田を残したばっかりに ドキュメント』主婦と生活社　1990
- 『10代が「法」とであうとき わたしたちの法律問題』ポプラ社　1994　10代の教養図書館
- 『愛とお金の人生案内』東京書籍　1995
- 『弁護士・雅子の男が危ない』日本経済新聞社　1996
- 『今より幸福になる考え方 法律家を味方につけて人生を変える』はまの出版　1998
- 『熟年のための法律入門 相続・遺言から成年後見制度まで』岩波書店　2000　高齢社会の手引き
- 『子宮癌のおかげです 女弁護士の全摘57日間の記録』工作舎　2003
- 『たそがれ法律相談 金と性のトラブルを円満解決!!』講談社　2004

## 共編著
- 『車輪の下の子どもたち』編　国土社　1988
- 『女性生き生き事典 かしこく生きる法律案内』編著　東京書籍　1997
- 『性愛対話』村瀬幸浩共著　柏書房　1999
- 『別れる夫婦別れない夫婦』渥美剛治共著　成星出版　1999
- 『性愛 大人の心と身体を理解してますか』村瀬幸浩共著　柏書房　2008
- 『家族をこえる子育て──棄児・離婚・DV・非行…を救うセーフティネット』編著　工作舎 2014 ISBN 978-4-87502-455-2

## 翻訳
- エレン・グッドマン『ターニング・ポイント』三笠書房　1984

## 関連書籍
- 板倉久子『弁護士渥美雅子』こんな生き方がしたい 理論社 1999